# 摩訶波闍波提
摩訶波闍波提（まか・はじゃはだい、名前については後述）は、釈迦の叔母であり養母である。また孫陀羅難陀（そんだら・なんだ）の母である。後に釈迦が悟りを得て仏となると、最初の比丘尼（びくに、女性の内弟子）となった。

## 名前
- サンスクリット語：Mahā-prajāpatī（マハー・プラジャーパティー）
- パーリ語：Mahā-pajāpatī（マハー・パジャーパティー）
- 他の音写：摩訶・缽剌闍缽底、摩訶・卑耶和題ほか
- 漢訳（意訳含む）：大愛道、大世主、大愛、世主、愛道、大勝生主など
- 別名：喬答弥、瞿曇弥、倶曇弥（以上すべて、きょうどんみ、ゴータミーと読む）ほか

摩訶・波闍波提は、サンスクリット語のMahā-prajāpatīの音写で、摩訶（Mahā）は、インドにおける、「大きな、偉大なる」という意味の称号。波闍波提（prajāpatī/pajāpati）は、世主などを意味する。なおMahāの称号を外し、単にprajāpatī/pajāpatiとすると、これは天部にいる神（三十三天において、帝釈天の次、すなわち第2位の天主）の名前になるので注意。
なお彼女は、喬答弥（きょうどんみ、ゴータミー）とも呼ばれる。釈迦族の女性はすべて同じくゴータミーと呼ばれるが、彼女は特に釈迦族の女性を代表して呼ばれることが多い。その理由は、彼女が釈迦族と同じ祖先である拘利族（コーリヤ）出身であること、また釈迦族の浄飯王（じょうぼんのう、スッドーダナ）に嫁いだことによるものである。
また仏典の中には、『大愛道比丘尼経』などのように、彼女を大愛道、あるいは大愛道比丘尼と表記することも多い。

## 生涯

### 出自
摩訶波闍波提は、釈迦の生母である摩耶夫人の妹とするのが定説であるが、史料によっては、長幼を逆としたものや摩訶波闍波提を釈迦の生母とするものもあり、混乱がみられる。また、彼女らの出身地がデーヴァダハ城であることは多くの史料に共通するが、両親については記述が異なる。以下、初期仏教聖典の記述を示す。
| 史料             | 出生地         | 部族   | 父親               | 母親             | その他                                                                         |
| ---------------- | -------------- | ------ | ------------------ | ---------------- | ------------------------------------------------------------------------------ |
| 『Apadāna』      | デーヴァダハ城 | 釈迦族 | アンジャナ         | スラッカナー     |                                                                                |
| 『Dīpavaṃsa』    |                |        |                    | 摩耶夫人と同じ母 |                                                                                |
| 『Mahāvaṃsa』    | デーヴァダハ城 | 釈迦族 | アンジャナ王       | ヤソーダラー     |                                                                                |
| 『Therīgāthā-A』 | デーヴァダハ城 |        | マハースッパブッダ |                  | Gautamīを摩訶波闍波提の姓とする                                                |
| 『根本有部律』   | 天示城         |        | 善悟王             | 妙勝             | 名前を記さないが、妹が釈迦の母と読める。                                       |
| 『仏本行集経』   | 天臂城         |        | 天臂城の長者       |                  | 8女がいて、長女を摩耶夫人、8女を摩訶波闍波提とし、摩訶波闍波提を釈迦の母とする |
| 『Mahāvastu』    | デーヴァダハ   | 釈迦族 | スブーティ         | コ―リア族の娘    | 7女がいて、7女を摩耶夫人とする                                                 |
| 『衆許摩訶帝経』 | 天指城         |        | 酥鉢囉没駄王       | 龍弭彌           | 姉を摩耶、妹を摩賀摩耶とし、妹を釈迦の母とする                                 |

森章司らは、以上のうち父親のマハースッパブッダ・善悟・酥鉢囉没駄王は同一と推測するが、アンジャナとスブーティは別名で、どのような関係かも解らないとする。また、母親のヤソーダラー・妙勝は同一と推測している。

### 結婚と釈迦の養母

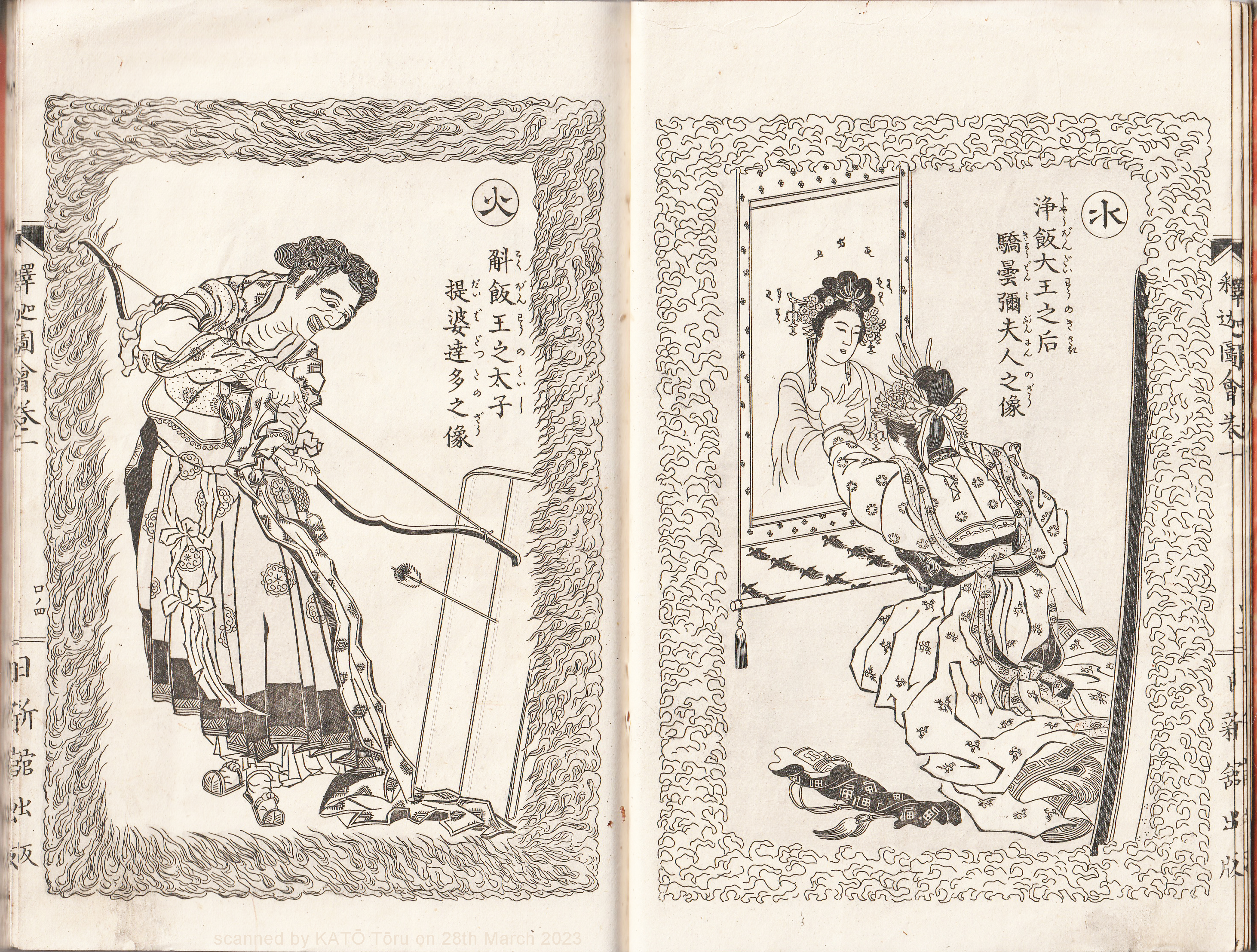
摩訶波闍波提と提婆達多。葛飾北斎・画。『釈迦御一代記図会』(1839年)より

摩訶波闍波提は、摩耶夫人と共に浄飯王に嫁いだとされる。姉妹の年齢差や結婚した順については、史料に混乱がみられるため断定することはできないが、森らは姉の摩耶夫人と妹の摩訶波闍波提には相当の年齢差があり、二人は同時に嫁いだが、摩耶夫人が釈迦を出産してすぐに亡くなったため、年少であった摩訶波闍波提が便宜上の母親になったと推測する。また、その時の摩訶波闍波提の年齢を13歳と仮定し、その上で「摩訶波闍波提が釈迦を乳育した」などの記述は養母である事を示すだけで、実際に授乳したとは思えないなどとしている。

### 子供
浄飯王には2人の息子がおり、悉達多（釈迦）と難陀（Nanda）とするが、その他に、妹（Nandā）が居たとする史料がある。難陀と妹の母は摩訶波闍波提と考えられるが、この部分は難陀の妻を含めて名前に混乱がみられるため判然としない。以下、史料を記す。
| 史料              | 阿難         | 娘                                             | 難陀の妻              | その他 |
| ----------------- | ------------ | ---------------------------------------------- | --------------------- | --- |
| 『衆許摩訶帝経』  | 難陀         | 蘇鉢囉                                         |                       | |
| 『Therī Apadāna』 | 次兄         | Nandā                                          |                       | 浄飯王の娘で美貌ゆえにナンダーと名付けられる。母に説かれて兄に続いて出家するが修行に身が入らず、みかねた長兄がナンダーより美しい女に姿を変え、実は不浄な肉体であることを見せつけた為、ナンダーは智慧を得て阿羅漢となり、禅定第一となった。 |
| 『Therīgāthā』    | 難陀王子     | Nandā または、 Sundarī-Nandā、 Janapadakalyāṇī |                       | 世尊がカピラ城に難陀王子とラーフラ王子は出家し、浄飯王が亡くなると摩訶波闍波提と耶輸陀羅が出家した。そこでSundarī-Nandāも出家した。 |
| 『Suttanipāta』   | 難陀上座     | Nandā                                          | Janapadakalyāṇi-Nandā | このほかに、Abhirūpa-Nandā（美貌のナンダー）が居る。 |
| 『Dhammapada-A』  | 難陀         |                                                | Janapadakalyāṇi       | |
| 『Jātaka 182』    | 難陀         |                                                | 孫陀利                | |
| 『パーリ―律』     |              |                                                |                       | Sundarī-Nandāは男を誘惑する悪比丘尼として登場。 |
| 『Mahāvastu』     | Sundarananda |                                                |                       | |
| 『僧祇律』        | 孫陀羅難陀   |                                                |                       | |

以上のように、摩訶波闍波提の子とされる難陀と妹、そして難陀の妻の名前には、Nanda・Nandā・Sundarī・Janapadakalyāṇīなど類似する名前が現れ混乱している。森らは、これらのエピソードは一つの源泉から生じている可能性も有り得るとしている。

### 出家まで
摩訶波闍波提の在家中のエピソードは少ないが、史実性が高いと思われるものに、摩訶波闍波提が釈迦に新布を布施した話がある。
この出来事の時期について摩訶波闍波提の出家後と読み取れる史料もあるが、森らは、比丘尼は布を作ることはできないので出家の直前であったと推測している。

### 出家
摩訶波闍波提は、釈迦に懇願し、許されて出家をする。その出来事の記述も史料によって異なるが、森らは、大まかに共通するところを纏めると以下のようになるとする。
以上の出来事が起こった時期については諸説あるが、森らは、釈迦が成道後はじめてカピラヴァットゥに戻った（成道13年）以降、かつ阿難の弟子入り（成道20年）より後で、摩訶波闍波提が出家を願うようになるのは夫の浄飯王の死がきっかけであったと推測している。

### 入滅
摩訶波闍波提の入滅について、原始仏教聖典には次のように記される。
この時の摩訶波闍波提の年齢を120歳とする記述や、500人の釈女が同時に入滅した事など、いくつかの点は史実とは考えにくいが、多くの経典に共通する伝承であり、森らは無視できないとしている。

## 比丘尼僧伽での活動
摩訶波闍波提らの出家により比丘尼僧伽が成立する。摩訶波闍波提と共に出家した女性500人は釈迦族の女性で、カピラ城の女官であったとされる。
摩訶波闍波提の僧伽での活動は明確ではない。摩訶波闍波提が戒和尚となって出家した女性として『四分律』などには蓮華色の名が見える。森らは、そのほか『増一阿含』に名が記される50名など、初期仏教聖典に名が記される女性には、摩訶波闍波提の弟子が含まれていただろうとする。
また、律蔵のなかで比丘尼に関わる比丘戒・比丘尼戒の制戒因縁には、摩訶波闍波提の名が見える。森らは、これらの記述を「摩訶波闍波提の行為によって生まれたもの」「摩訶波闍波提の要請（質問）によって生まれたもの」「摩訶波闍波提が知って釈迦に伝えたことで生まれたもの」「摩訶波闍波提が比丘尼から聞いて釈迦に伝えたことで生まれたもの」の4つに大別できるとする。そのほかに、摩訶波闍波提らが釈迦、あるいは長老比丘から教えを受けるエピソードなどがある。
このように、摩訶波闍波提は比丘尼僧伽を運営して多くの弟子を設け、また比丘尼僧伽の運営規則の制定に重要な役割を果たしたと記されている。しかし森らは、こうした記述がどこまで史実かは明らかではないとしている。